# Antoine Joseph Santerre

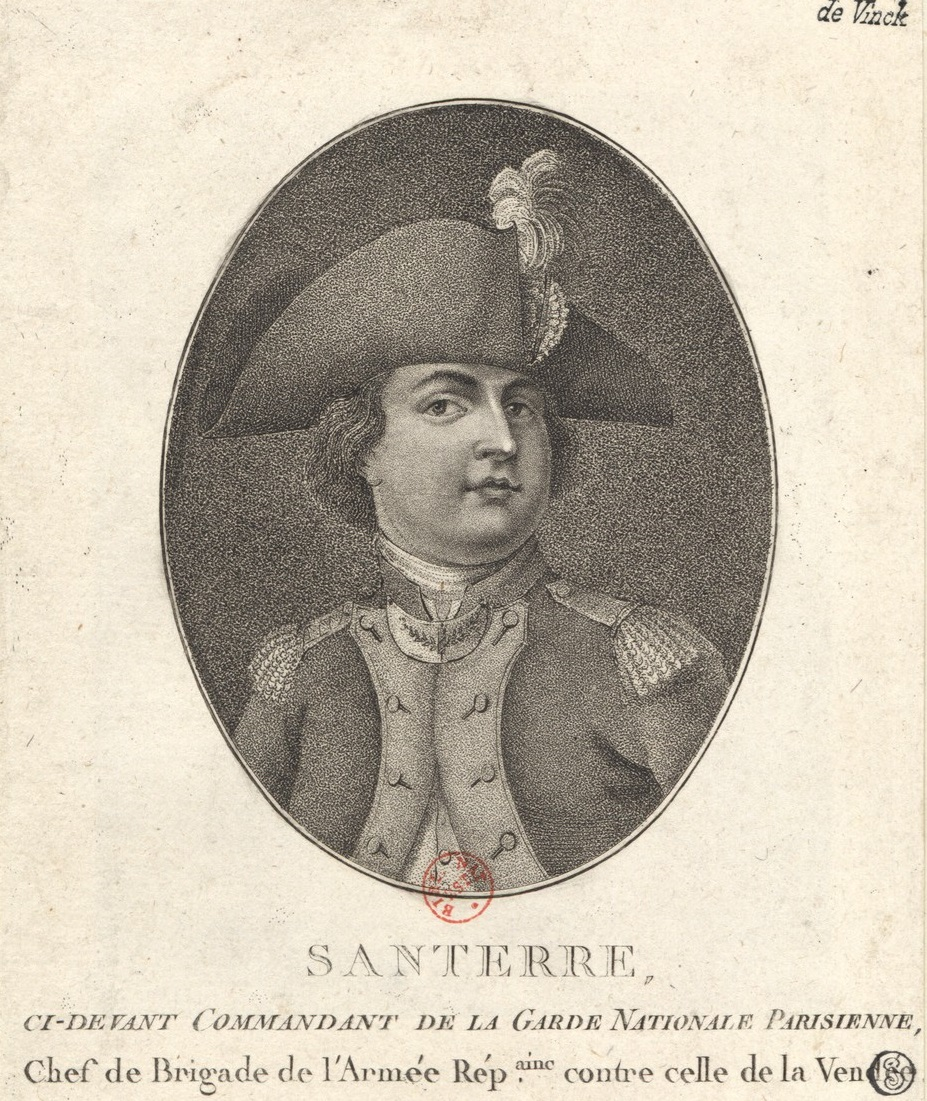
Antoine Joseph Santerre.

Antoine Joseph Santerre, född den 16 mars 1752 i Paris, död där den 6 februari 1809, var en fransk revolutionsman.
Santerre var vid revolutionens utbrott bryggeriägare i den parisiska förstaden Saint-Antoine, där han gjort sig populär genom stor välgörenhet. Han omfattade genast livligt revolutionens idéer, valdes till befälhavare för en bataljon av nationalgardet och deltog i anfallet på Bastiljen. Santerre var en av ledarna för oroligheterna 20 juni och 10 augusti 1792, men tycks ha ådagalagt en viss hovsamhet vid behandlingen av den kungliga familjen. Efter den mördade Mandat utnämndes Santerre till högste chef för nationalgardet och hade högsta uppsikten över den fängslade kungafamiljen. Septembermorden samma år ogillade han på det högsta och räddade själv flera undan dem, bland andra Berthier, sedermera furste av Wagram. År 1793 blev han generalmajor och sökte med en armé parisiska frivilliga bekämpa upproret i Vendée, men blev efter några framgångar slagen vid Coron (18 september samma år). Återkallad, blev han som misstänkt för orléanism fängslad och frigavs först efter Robespierres fall (1794). Han levde sedan som privatman, skaffade sig förmögenhet genom spekulation i nationalgods, men ruinerade sig slutligen.